# Mycetophila josepastranai
Mycetophila josepastranai är en tvåvingeart som beskrevs av Duret 1991. Mycetophila josepastranai ingår i släktet Mycetophila och familjen svampmyggor. Inga underarter finns listade i Catalogue of Life.